# Johannes Rode
Johannes Rode OCart (* um 1373 in Hamburg; † 1438 oder 1439 in Stettin) war Prior der Kartausen Königsfeld, Stettin und Frankfurt (Oder) sowie Verfasser lateinischer und niederdeutscher geistlicher Traktate.

## Leben
Johannes Rode entstammte einer Hamburger Patrizierfamilie. Sein Vater, der einflussreiche Hamburger Ratsherr Nikolaus Rode, starb 1387. Seine Mutter Hillgund (gest. 1397) stammte aus einer norddeutschen Ratsfamilie. Ab etwa 1389 studierte Johannes an der Prager Karlsuniversität die Sieben Freien Künste und erwarb vermutlich 1391 den akademischen Grad eines Baccalaureus. Ein Jahr später immatrikulierte er sich an der Juristischen Fakultät und 1395 ist er als Magister bezeugt.
An einem 18. Oktober (vermutlich im  Jahre 1400) trat er dem Kartäuserorden bei und wurde Mitglied der Prager Kartause „Mariengarten“, der schon vorher mehrere Studenten und Magister der Universität angehörten. Für die Jahre 1406 bis 1408 ist er als Prior der Kartause Königsfeld bei Brünn, von 1412 bis 1416 der Kartause Frankfurt (Oder) und anschließend bis 1433 der Kartause Stettin belegt. Nachdem die Kartause Frankfurt in den Hussitenkriegen untergegangen war, wurde sie 1433 wieder errichtet und Johannes Rode war zwei weitere Jahre, bis 1435, nochmals ihr Prior. Anschließend war er bis 1437 wieder Prior der Kartause Stettin. Dort starb er 1438 oder 1439 als einfacher Mönch.

## Werk
Johannes Rode verfasste mehrere geistliche Schriften in lateinischer und niederdeutscher Sprache, von denen sich vier in Briefform gefasste Traktate erhalten haben, die in mehreren Handschriften überliefert sind. In einem der Briefe kritisiert er den Lebenswandel der weltlichen Priester sowie deren Streben nach Präbenden und Ämtern; in einem anderen empfiehlt er das klösterliche Leben als einen sicheren Weg zum Heil. In einem Brief um 1420 kritisiert er u. a. den Eigenbesitz und die mangelhafte Bildung der Hamburger Benediktinerinnen, während er in einem 1425 verfassten Brief an die Birgittinnen von Reval deren als vorbildlich gewerteten Lebenswandel lobt.
Der Kartäuser Johannes Rode ist nicht zu verwechseln mit dem gleichnamigen Benediktinerabt.